# Vejar
Vejar je naselje v Občini Trebnje, ki je bilo ustanovljeno leta 2014 z odcepitvijo od naselja Hudeje.
Je romsko naselje z nekaj sto prebivalci, ima komunalno infrastrukturo in svoj vrtec. Kot zaselek Hudej se je nekoč imenoval V blatih.